# Coelogyne remediosae
Coelogyne remediosae là một loài thực vật có hoa trong họ Lan. Loài này được Ames & Quisumb. mô tả khoa học đầu tiên năm 1932.